# Archer City
Archer City ist die Bezirkshauptstadt (County Seat) des Archer County im US-Bundesstaat Texas in den Vereinigten Staaten von Amerika. Das U.S. Census Bureau hat bei der Volkszählung 2020 eine Einwohnerzahl von 1.601 ermittelt.

## Geographie
Die Stadt liegt im mittleren Norden von Texas, nahe dem Nord-Süd verlaufenden US Highway 281 im Osten und dem Ost-West verlaufenden US Highway 82. Archer City liegt etwa 55 Kilometer von Oklahoma entfernt, die Entfernung zu Dallas im Südosten beträgt etwa 220 Kilometer und zu Lubbock im Westen etwa 300 Kilometer.

## Geschichte
Die Ansiedlung wurde 1876 als Nachschubdepot für drei geplante verschiedene Eisenbahnlinien begonnen, der Fort Worth and Denver Railroad, der Houston and Texas Central Railroad und der Red River and Rio Grande Railroad, die hier verlaufen sollten. Benannt wurde die Siedlung nach Branch Tanner Archer, einem Polizeipräsidenten von Texas und führende Figur während der texanischen Revolution. Zwei Jahre später öffnete das erste kleine Postbüro und 1879 siedelte C. B. Hutto in der Nähe, der Land für die spätere Stadt bereitstellte.
Die erste religiöse Vereinigung wurde von acht Mitgliedern gegründet und gehörte zur Kirche der Baptisten. Die Messe wurde im Saloon abgehalten. Später beschloss die Stadtverwaltung das Verbot über den Verkauf von Alkohol und der Saloon diente fortan nur noch als Kirche. 1884 hatte der Ort 150 Einwohner und einige Geschäfte. Wichtigstes Handelsgut war die Baumwolle. 1890 waren es 250 Einwohner und es gab eine wöchentlich erscheinende Zeitung. Täglich verkehrte eine Postkutsche mit Post und Passagieren von und nach Wichita Falls, ein aus Steinen erbautes Gefängnis war erbaut worden, ebenso wie zwei weitere Kirchen und ein Hotel aus Backsteinen.
Die erste Ölförderung, etwa 20 km vor der Stadt, begann um 1912 und 1914 wurden endlich zwei der bereits 1876 geplanten Eisenbahnlinien gebaut, allerdings von anderen Gesellschaften: der Wichita Falls and Southern Railroad und der Southwestern Railroad. Weitere Ölfunde prägten das Gesicht der Stadt und Ende 1926 gab es im Umkreis von Archer City 17 Ölfelder mit 411 Förderpumpen. Nach dem ersten Öl-Boom wuchs die kleine Stadt nur nach langsam und hatte ihre höchste Einwohnerzahl 1970 mit 2025 Menschen.

## Demographie
Nach der Volkszählung im Jahr 2000 lebten hier 1.848 Menschen in 758 Haushalten und 506 Familien. Die Bevölkerungsdichte betrug 322,9 Einwohner pro km². Ethnisch betrachtet setzt sich die Bevölkerung zusammen aus 97,56 % weißer Bevölkerung, 0,00 % Afroamerikanern, 0,70 % amerikanischen Ureinwohnern, 0,00 % Asiaten, 0,00 % Bewohnern aus dem pazifischen Inselraum und 0,81 % aus anderen ethnischen Gruppen. Etwa 0,92 % stammen von zwei oder mehr Rassen ab und 2,33 % der Bevölkerung sind Spanier oder Latein-Amerikaner.
Von den 758 Haushalten hatten 33,5 % Kinder unter 18 Jahre, die im Haushalt lebten. 56,2 % davon waren verheiratete, zusammenlebende Paare. 8,4 % waren allein erziehende Mütter und 33,2 % waren keine Familien. 30,5 % aller Haushalte waren Singlehaushalte und in 14,6 % lebten Menschen, die 65 Jahre oder älter waren. Die Durchschnittshaushaltsgröße betrug 2,38 und die durchschnittliche Größe einer Familie 2,99 Personen.
25,6 % der Bevölkerung waren unter 18 Jahre alt, 7,5 % von 18 bis 24, 25,9 % von 25 bis 44, 22,5 % von 45 bis 64, und 18,5 % die 65 Jahre oder älter waren. Das Durchschnittsalter war 39 Jahre. Auf 100 weibliche Personen aller Altersgruppen kamen 88,6 männliche Personen. Auf 100 Frauen im Alter von 18 Jahren und darüber kamen 83,1 Männer.

Das jährliche Durchschnittseinkommen eines Haushalts betrug 29.886 USD, das Durchschnittseinkommen einer Familie 36.563 USD. Männer hatten ein Durchschnittseinkommen von 29.524 USD gegenüber den Frauen mit 18.977 USD. Das Prokopfeinkommen betrug 19.140 USD. 13,5 % der Bevölkerung und 11,3 % der Familien lebten unterhalb der Armutsgrenze. Davon waren 13,8 % Kinder und Jugendliche unter 18 Jahren und 17,9 % waren 65 oder älter.

## Verbunden mit Archer City
- Graham B. Purcell (1919–2011), Politiker, Mitglied im Repräsentantenhaus; geboren in Archer City
- Larry McMurtry (1936–2021), preisgekrönter Autor, wurde zwar in Wichita Falls geboren, wuchs aber in Archer City auf, lebte und starb auch dort. Viele Kleinstädte in seinen Romanen wie The Last Picture Show sind Archer City nachempfunden. Die gleichnamige, oscarprämierte Verfilmung von Last Picture Show wurde daher auch 1971 in Archer City gedreht, ebenso die Fortsetzung Texasville (1990).